# 林科納達
32°50′22″S 70°41′14″W / 32.83944°S 70.68722°W

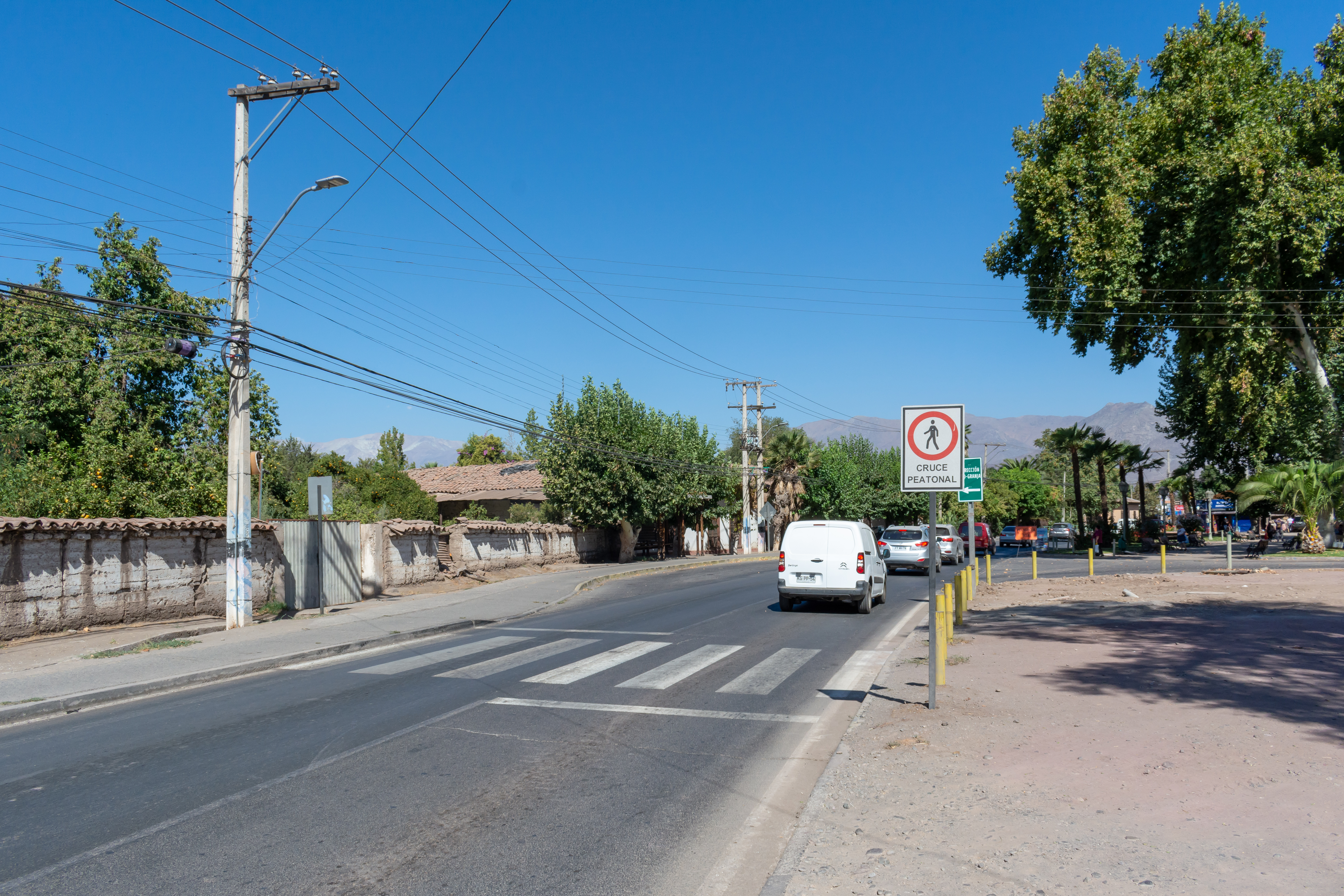
林科納達

林科納達（西班牙語：Rinconada），是阿根廷的城市，位於該國西北部胡胡伊省，是林科納達縣的首府，面積122.5平方公里，海拔高度716米，2012年人口9,354，人口密度每平方公里76人。